# 繊月酒造
繊月酒造株式会社（せんげつしゅぞう）は、熊本県人吉市に本社を置く酒類醸造会社である。

## 概要
- 社名　繊月酒造株式会社
- 創業  1903年（明治36年）「峰の露販売」として創業
- 設立　1950年（昭和25年）「株式会社堤酒造本店」として設立
- 本社　熊本県人吉市新町1番地

- 1964年には、「峰の露酒造株式会社」と社名を変更、同年に熊本営業所を落成させる。2004年に現在の社名に変更し、現在に至る。

## 主な銘柄
- 繊月（球磨焼酎）
- 限定川辺（純米焼酎）
- たる繊月（純米焼酎）
- 舞せんげつ（純米焼酎）
- 峰の露（球磨焼酎）
- 白いつき（球磨焼酎・長期貯蔵酒）
- 黒いつき（球磨焼酎・長期貯蔵酒）
- 霧の封印（球磨焼酎）
- 恋しそう（紫蘇リキュール）

## 営業本部
- 熊本営業本部 - 熊本県熊本市中央区大江4丁目3-19
- 福岡営業本部 - 福岡県福岡市博多区石城町12-5　ウインクス石城町405号

## CM
現在
- 宇梶剛士（2011年6月～）

過去
- 大和田伸也
- 葉月
- 峰岸徹
- 高橋悦史